# Station Ballycarry
Station Ballycarry  is een spoorwegstation in Ballycarry in het Noord-Ierse graafschap Antrim. Het station ligt aan de lijn Belfast - Larne. Op werkdagen rijdt er ieder  uur een trein  richting Belfast, en  richting Larne.